# Благовещение (Ботичели)
Вижте пояснителната страница за други значения на Благовещение.
„Благовещение“, известна и като „Благовещение от Честело“ (на италиански: Annunciazione di Cestello) e картина на италианския ренесансов художник Сандро Ботичели, рисувана ок. 1489-1490 г. Днес тя е изложена в Галерия „Уфици“ във Флоренция. Използвана е техниката на темперни бои въху дърво.

## История
Поръчката на олтара е документирана от споменаването в Книгата на благодетелите на манастира Честело в Пинти (Флоренция), където се споменава поръчката до художника от 14 май 1489 г. и са платени 30 дуката. Клиентът е обменникът на пари Бенедето ди Сер Франческо Гуарди, който има семеен параклис в църквата. През 1550 г. Джорджо Вазари го описва и към 1754 г. все още се вижда на страничния олтар от Рича, въпреки че междувременно църквата е преминала към монахините от Санта Мария Мадалена дей Паци. Малко след това, през втората половина на 18 век, тя трябва да бъде прехвърлена в параклиса „Сан Мартино“ във вилата във Фиезоле на Теренцано, собственост на манастира. Там е открита през 1870 г. и две години по-късно пренесена в Уфици. 
Реставрация, завършена през 1986 г., компенсира щетите, причинени от намесата от 19 век, при която боята е частично изтъркана, особено в азурното небе. Оригиналната рамка също има износена позлата, която е възстановена.

## Описание
Темата за Благовещението е често срещана в християнското изкуство и е изобразявана от много художници, в множество формати и в различни периоди от време. В допълнение към Благовещението от Честело Ботичели рисува и Благовещение от 1485 г., което сега се намира в Музея на изкуството „Метрополитън“ в Ню Йорк, и версия от 1495-1500 г., която сега се съхранява в Художествената галерия и музей „Келвингроув“.
В строга стая, с теракотен кариран под и с мраморни ивици в перспектива и с врата, обрамчена от каменна рамка, която разкрива hortus conclusus (типичната форма на средновековна градина, свързана преди всичко с манастири) и нежен речен пейзаж, фламандски стил, Ангелът току-що е кацнал (както е демонстрирано от много лек прозрачен воал, който все още лети) и вплита интензивна размяна на погледи и жестове с Мария, разсеяна от четене на книга на катедра. Ангелът държи енергична бяла лилия, типичен дар към Девата, който символизира нейната чистота. Мария извършва нещо като усукване, като става (или се навежда) на колене.
Творбата се характеризира с драматична интензивност, постигната от художника в творбите от края на 80-те години, пълна с медитативни сигнали, взети от проповедите на Савонарола, които трябва да са поразили дълбоко Ботичели.
Бетини говори за цвят, който е „твърде разкошен", вероятно поради намесата на помощ. По-скоро концепцията на фигурите се откроява в драматичния и театрален жест на диагонала, създаден от ръцете на главните герои, които създават духовно напрежение, което се уравновесява от някои желани архаици, като нереалните гънки на ангелската роба или позиция на Богородица със завинтена спирала на тялото.
Простата, но монументална архитектурна организация изглежда предвещава пътищата на 16 век.
Богатата рамка, с фриз и малки колони, украсени с мотив на палмички, носи герба на фамилията Гуарди в долната част, двоен надпис с думите от Евангелието и на Магнификат, който в идеалния случай произнасят Мария и Ангелът и, в центъра, Пиетà, с Христос, който се издига на тъмен фон от отворения саркофаг, върху който виси, като допълнителна отправна точка за медитация, Воалът на Вероника. Отстрани са надписите на думите, изречени по време на свещения епизод: SPIRITVS SANTVS SVPERVENIET IN TE ET VITVS ALTISSIMI OBVMBRAVIT TIBI / ECCE ANCILLA DOMINI FIAT MICHI SECVNDVM VERBVM TVVM („Светият Дух ще дойде върху тебе и силата на Всевишния ще те осени“, Евангелие от Лука (1:35).